# El Boalo
El Boalo ist eine zentralspanische Gemeinde (municipio) mit 8.547 Einwohnern (Stand: 2024) im Norden der Autonomen Gemeinschaft Madrid. 

## Lage
El Boalo liegt im Norden der Gemeinschaft Madrid. Die Gemeinde grenzt an Becerril de la Sierra, Colmenar Viejo, Manzanares el Real, Moralzarzal und Navacerrada.

## Bevölkerungsentwicklung
| 1877 | 1900 | 1950 | 1981 | 1991 | 2001 | 2011 |
| ---- | ---- | ---- | ---- | ---- | ---- | ---- |
| 394  | 463  | 733  | 1316 | 1689 | 3704 | 6923 |